# Kispesti Kisszínház
A Kispesti Kisszínház állandó jelleggel működő színházi műhely, csoport Kispesten, mely 2008-ban alakult.
Céljuk, hogy felnőtt korú, de többségében fiatalokból álló színházi társulat keretében lehetőséget adjanak olyan fiatalok színészi, színházi ambícióinak kibontakoztatására, akik komolyan érdeklődnek a színjátszás iránt. Másrészt pedig felismerve a tényt, hogy Budapest XIX. kerületében nem működik sem hivatásos, sem hasonló ambíciókkal létrejött amatőr társulat, szakmai céljuk, hogy az évek során Kispest színházi társulatává váljanak. Nevükkel is ezt kívánják kihangsúlyozni, hogy néhány évad elteltével szeretnék elérni, hogy a kerület lakossága és vezetése is úgy tekintsen rájuk, mint a kerület színházára.

## Története
A társulat 2008 októberében alakult Kispesten. Az első évadukat színészképzésre építették fel, mely azt a célt szolgálta, hogy az amatőr színjátszás iránt érdeklődő kezdő és tapasztaltabb színjátszók közös szintre tudjanak felfejlődni, hogy aztán már konkrét darabokkal is foglalkozhassanak.
A 2009/2010-es évadban mutatták be első, egész estés produkciójukat, mely Molière: A fösvény című vígjátékból készült.
A 2010/2011-es évad új produkciójaként Pozsgai Zsolt: Faroktól fölfelé című komédiáját mutatták be, mely előadás a 2011 januárjában megrendezett X. Magyar Művek Szemléjén Bronz minősítést kapott.
A 2011/2012-es évad új produkciója Molnár Ferenc: Liliom című drámájából került bemutatásra 2012 januárjában egy nagy sikerű, előadás alkalmával. Az előadás a 2012. május 11-13. között megrendezett XXII. Moson Megye Színjátszó Találkozón Országos EZÜST minősítést ért el, Fülöp Tamás az előadásban játszott Ficsur szerepért SZÍNÉSZI díjat, Cserkó Zsolt az előadás rendezőjeként pedig RENDEZŐI díjat kapott a szakmai zsűritől.
A 2012/2013-as évad produkciója Füst Milán: Máli néni című darabjából készült vígjáték, melyet 2013. január 12-én mutattak be.
A 2013/2014-es évad tavaszi bemutatójaként Békés Pál: A női partőrség szeme láttára című komédiáját mutatták be.
A 2014/2015-ös évadban nem készült új bemutató, hanem elsősorban a már műsoron lévő produkciókra koncentrálva, Budapest- és országszerte vállaltak vendégelőadásokat.
A 2015/2016-os évad is hasonlóképpen telt, majd a 2016/2017-es évad őszén Oscar Wilde: Bunbury (avagy szilárdnak kell lenni) című komédiájának próbafolyamata következett, melynek végeredményeként az új produkciót 2017. január 14-én mutatták be.
A társulat 2017. december 31-ével befejezte tevékenységét.

## Műsorok, előadások
- 2008. december 17: Bemutatkozó előadás
- 2009. május 1: Kispesti Majális - musical összeállítás
- 2010. január 15: Molière: A fösvény (vígjáték) - Első, egész estés bemutató
- 2010. március 15: Kispest Kerület Ünnepi Műsora
- 2011. január 14: Pozsgai Zsolt: Faroktól fölfelé (komédia)
- 2011. május 1: Kispesti Majális - musical összeállítás
- 2012. január 14: Molnár Ferenc: Liliom (dráma)
- 2013. január 12: Füst Milán: Máli néni (vígjáték)
- 2014. május 11: Békés Pál: A női partőrség szeme láttára (komédia)
- 2017. január 14: Oscar Wilde: Bunbury (avagy szilárdnak kell lenni) - (komédia)